# Ardisia elliptica
Ardisia elliptica é uma árvore perene nativa da Ásia. Ardisia solanacea e Ardisia humilis são considerados como sinônimos de Ardisia elliptica por alguns botânicos. Está em nono lugar na lista 100 das espécies exóticas invasoras mais daninhas do mundo formulada pela União Internacional para a Conservação da Natureza (IUCN).

## Distribuição e habitat
Ardisia elliptica é nativa da costa oeste da Índia, Seri Lanca, Indochina, Malásia, Indonésia, Filipinas e Nova Guiné. É um reprodutor prolífico, o que a tornou uma espécie invasora bem-sucedida em outras localidades dos trópicos, onde foi introduzida como ornamental de jardim. É cultivada em jardins ornamentais e tornou-se uma espécie invasora em Porto Rico, Austrália tropical (Queenslândia, Território do Norte), sul da Flórida nos Estados Unidos, Caribe, ilhas Mascarenhas, Seicheles e em várias ilhas do Pacífico, como Havaí. Na Flórida, seus locais de cultivo incluem manguezais e ciprestes, redes, pântanos, campos de pousio e terras úmidas alteradas, onde as plantas frequentemente formam moitas monotípicas que expulsam as plantas nativas.

## Descrição
Ardisia elliptica normalmente cresce em matagais de sub-bosque de 10 a 16 metros de altura e largura. Apresenta folhas sempre verdes de até seis centímetros de comprimento alternadas, com margens planas, lisas e coriáceas, oblanceoladas a obovadas, com pontas pontiagudas e bases em forma de cunha. Suas flores possuem meio centímetro e são violetas com forma de estrela, axilares, rosa claro a pálido. Florescem em inflorescências umbeladas conspícuas, muitas vezes esporadicamente ao longo do ano. Suas drupas são arredondadas, semelhantes a bagas, que emergem brancas, desenvolvem-se para vermelho, mas finalmente amadurecem para um preto-púrpura profundo. As flores têm anteras com câmaras ao contrário das demais Ardisia.

## Etimologia
O descritor específico da espécie deriva do termo latino para elíptico e faz referência à forma de suas folhas. O nome do gênero, por sua vez, deriva do grego aradis, que significa "ponto" em referência às anteras pontiagudas dessas árvores e arbustos floridos.

## Usos
A. elliptica é antiplaquetária e antibacteriana. A benzoquinona rapanona, os terpenoides bauerenol e amirina, e os compostos fenólicos ácido siringico, isorhamnetina, quercetina, bergenina, 5-(Z-heptadec-4'-enil)resorcinol e 5-pentadecilresorcinol podem ser encontrados nela. Na Malásia, diz-se que uma decocção de folhas alivia dores retroesternal, e uma pasta feita das folhas é usada para tratar herpes e sarampo. Na medicina tradicional tailandesa, as frutas são usadas para curar diarreia com febre. No Sudeste Asiático, as folhas são usadas para tratar a sarna e as frutas para vermes intestinais.